# Пахлов, Павел Николаевич
Павел Николаевич Пахлов (род. 8 ноября 1967 года) — физик, специалист в области физики элементарных частиц, член-корреспондент РАН (2011).

## Биография
Родился 8 ноября 1967 года.
С 1990 года по 2015 год — работал в Институте теоретической и экспериментальной физики (ИТЭФ), где прошёл путь от старшего научного сотрудника до начальника лаборатории.
Профессор кафедры физики элементарных частиц Московского Физико-технического института (МФТИ), читает курс экспериментальной физики, является научным руководителем аспирантов и студентов МФТИ. Профессор Московского института электроники и математики им. А. Н. Тихонова, департамент электронной инженерии (ВШЭ).
В 2006 году — защитил докторскую диссертацию, тема: «Рождение чармония в e+e− аннигиляции», в основу которой легло открытие, вызвавшее резонанс в российском и международном научном сообществе. В работах П. Н. Пахлова, основанных на экспериментальных данных детектора Belle, было показано, что вероятность парного рождения чармония в аннигиляции электронов и позитронов на порядок величины превышает теоретические предсказания. Полученные результаты, подтверждённые позднее американскими физиками, подтолкнули десятки теоретиков к новым расчётам для объяснения этого удивительного явления. Однако, несмотря на их существенные усилия, экспериментальные результаты по-прежнему не удаётся точно описать теоретически.
В 2011 году — избран членом-корреспондентом РАН.
В 2016 году — выдвигался на выборах в академики РАН.
С 2016 года возглавляет лабораторию тяжёлых кварков и лептонов в Физического Института Академии Наук им. П. Н. Лебедева (ФИАН).

## Общественная позиция
В феврале 2022 года подписал открытое письмо российских учёных и научных журналистов с осуждением вторжения России на Украину и призывом вывести российские войска с украинской территории.

## Научная деятельность
Специалист в области физики элементарных частиц.
Автор свыше пятисот научных работ.
Основные научные результаты:
- поставлен уникальный эксперимент по поиску пространственной анизотропии в β-распаде и получен верхний предел на эффект анизотропии с рекордной точностью;
- впервые обнаружен процесс парного рождения чармония в е+е− столкновениях;
- впервые измерены сечения и кинематические характеристики процессов е+е− → J/ψ cc и J/ψ gg, положившие основу для новых подходов для вычисления рождения чармония;
- открыты два новых состояния чармония, являющиеся кандидатами радиальные возбуждения синглетного скалярного чармония;
- разработан и создан прототип уникального детектора для регистрации мюонов и нейтральных каонов в условиях высоких фоновых загрузок эксперимента на супер-В-фабрике.

Принимал участие в работе международных конференций, в том числе с пленарным докладом на Рочестерской конференции — ICHEP XXXIII, Москва 2006 «Charm and Charmonium: Decay, Spectroscopy and Production»,.
Под его руководством защищено 9 дипломных работ и 3 кандидатские диссертации.
Член Учёного совета ФИАН.
Руководитель группы ФИАН в экспериментах Belle и Belle-2 на электрон-позитронном коллайдере KEKB, Япония.
Три кандидата физико-математических наук, Т. А-Х. Аушев, Т. В. Углов и Д. В. Ливенцев, защитившие диссертации под руководством Пахлова, выиграли конкурсы 2006, 2009, 2010 годов на право получения грантов Президента Российской Федерации для государственной поддержки молодых российских учёных.
В 2006 году Т. А-Х. Аушев был удостоен золотой медали РАН. В 2009 году премия молодым учёным Госкорпорации «Росатом» была присуждена Т. В. Углову и его руководителю П. Н. Пахлову, а в 2010 году Д. В. Ливенцеву и его руководителю П. Н. Пахлову.

## Награды
- Премия молодым учёным Госкорпорации «Росатом» (2009)[2]

### Лекции на Ютубе
- Различие свойств антиматерии и материи - Павел Пахлов на YouTube
- История открытия антиматерии — Павел Пахлов на YouTube
- Павел Пахлов — ПостНаука. postnauka.ru. Дата обращения: 1 октября 2017.
- Пахлов Павел. Публичные лекции. Полит.РУ на YouTube